# Inuloides
Inuloides là một chi thực vật có hoa trong họ Cúc (Asteraceae).

## Loài
Chi Inuloides gồm các loài: